# 14277 Парса
14277 Парса (14277 Parsa) — астероїд головного поясу, відкритий 2 лютого 2000 року.
Тіссеранів параметр щодо Юпітера — 3,320.